# Hipomedont
Segons la mitologia grega, Hipomedont (en grec antic Ἱππομέδων) fou un heroi, fill d'Aristòmac d'Argos i nebot d'Adrast, un dels fills de Tàlau.
D'estatura quasi gegantina, participà en la guerra dels set cabdills contra Tebes en el bàndol atacant. Fou mort per Ismari quan van assaltar la ciutat. Vivia en un castell a Lerna, del qual encara se'n mostraven les restes en l'època de Pausànias. El seu fill Polidor va ser un dels epígons que va prendre Tebes amb Alcmeó.